# 正義之心
正義之心（The Righteous Mind: Why Good People are Divided by Politics and Religion）是乔纳森·海特于2012年出版的一本社会心理学著作，在這部著作中作者提到了道德与政治以及宗教之間的關係。